# Jerzy Szydłowski
Jerzy Szydłowski (ur. 25 listopada 1931 w Nowej Wsi, zm. 29 lipca 1997 w Bytomiu) – polski archeolog i muzealnik, wieloletni kierownik Działu Archeologii Muzeum Górnośląskiego w Bytomiu, Działu Archeologii Muzeum Śląskiego w Katowicach i Zakładu Archeologii Instytutu Historii na Wydziale Nauk Społecznych Uniwersytetu Śląskiego w Katowicach, społeczny konserwator archeologiczny przy Wojewódzkim Konserwatorze Zabytków w Katowicach. Jeden z twórców powojennej archeologii na Górnym Śląsku. W pracy naukowej zajmował się obrządkiem pogrzebowym w kulturze przeworskiej, przemianami osadniczymi górnego Nadodrza u schyłku starożytności, fazą plemienną i przedpaństwową wczesnego średniowiecza, początkami górnictwa i genezą miast na Górnym Śląsku oraz ochroną zabytków.

## Życiorys
Jerzy Franciszek Szydłowski urodził się 25 listopada 1931 roku w Nowej Wsi (obecnie część Rudy Śląskiej) jako syn Franciszka i Klary Szydłowskich. W latach 1938–1945 uczęszczał do niemieckiej szkoły podstawowej, a po wojnie do liceum ogólnokształcącego w Nowym Bytomiu, gdzie zdał maturę w 1950. Następnie podjął trzyletnie studia pierwszego stopnia na kierunku Historia Kultury Materialnej na Uniwersytecie Jagiellońskim w Krakowie, kierowanym przez Rudolfa Jamkę. Drugi stopień edukacji wyższej magisterskiej, na kierunku Archeologia Polski, ukończył na Uniwersytecie im. Adama Mickiewicza w Poznaniu, broniąc 31 stycznia 1955 pracę Powiat wągrowiecki w starożytności, napisaną pod kierunkiem Witolda Hensla.
Już pod koniec roku 1954 starał się o posadę w Dziale Archeologii Muzeum Górnośląskiego w Bytomiu. 1 stycznia 1955 objął stanowisko kierownika Działu, stając się pierwszym wykształconym po wojnie archeologiem, zatrudnionym w województwie katowickim.
W grudniu 1957 Jerzy Szydłowski wszczął przewód doktorski na Wydziale Filozoficzno-Historycznym Uniwersytetu im. Adama Mickiewicza w Poznaniu. Jego promotorem został Józef Kostrzewski. Początkowo praca doktorska miała dotyczyć pierwotnego budownictwa mieszkalnego na ziemiach polskich, ostatecznie Szydłowski uzyskał stopień doktora nauk humanistycznych na podstawie pracy Obrządek pogrzebowy na Górnym Śląsku w okresie wpływów rzymskich.
W latach 1960–1961 Jerzy Szydłowski prowadził wykłady zlecone w Wyższej Szkole Pedagogicznej w Opolu.
21 stycznia 1961 poślubił Elżbietę Dobrzańską, archeolog, również pracującą w Muzeum Górnośląskim w Bytomiu.
Od 1 stycznia 1964 Jerzy Szydłowski pełnił społecznie funkcję konserwatora archeologicznego przy Urzędzie Wojewódzkiego Konserwatora Zabytków w Katowicach. Dzięki jego staraniom w 1966 roku utworzono samodzielne stanowisko Konserwatora Archeologicznego z siedzibą w Muzeum Górnośląskim w Bytomiu, objęte przez Wandę Galasińską-Hrebendę.
W 1967 roku Ministerstwo Oświaty Austrii przyznało Jerzemu Szydłowskiemu stypendium w uznaniu jego dokonań, dzięki którym w okresie od 1 stycznia do 8 lipca 1968 mógł podjąć studia w Instytucie Archeologii Pra- i Wczesnodziejowej Uniwersytetu Wiedeńskiego.
Jednocześnie starał się o utworzenie samodzielnego muzeum archeologicznego z odpowiednim zapleczem kadrowym i lokalowym. W 1971 roku pojawiła się możliwość przekształcenia Działu Archeologii w samodzielną jednostkę i przeniesienie go do Cieszyna, do budynków zamkowych. Ponadto miała tam powstać filia Instytutu Historii Kultury Materialnej PAN, zaś przy Oddziale Wrocławskim PAN miano utworzyć Komisję Archeologiczną, koordynującą wspólne badania prowadzone przez różne instytucje na terenie całego Śląska. Planów tych ostatecznie nie zrealizowano.
Nie udało się również stworzyć skansenu archeologicznego na grodzisku w Lubomi, jednak znaczące wyniki badań wykopaliskowych (Syrynia, Lubomia), a przede wszystkim zbiory izby regionalnej Towarzystwa Miłośników Ziemi Wodzisławskiej pozwoliły Szydłowskiemu na utworzenie w 1971 roku Muzeum w Wodzisławiu Śląskim.
W 1969 roku zaczął prowadzić zajęcia z zakresu archeologii Polski w Instytucie Historii Wydziału Humanistycznego Uniwersytetu Śląskiego w Katowicach. 1 października 1973 zrezygnował z pracy w Muzeum Górnośląskim w Bytomiu, by objąć pełny etat w Instytucie Historii nowo powstałego Wydziału Nauk Społecznych Uniwersytetu Śląskiego w Katowicach.
W 1977 roku otrzymał habilitację na podstawie rozprawy Grupa dobrodzieńska jako wyraz lokalnych przemian w schyłkowej fazie kultury przeworskiej w Instytucie Historii Kultury Materialnej PAN w Warszawie.
W 1985 roku objął funkcję kierownika nowo utworzonego Działu Archeologii w restytuowanym rok wcześniej Muzeum Śląskim w Katowicach.
W 1988 roku przyznano Jerzemu Szydłowskiemu tytuł profesora nadzwyczajnego Uniwersytetu Śląskiego, dzięki czemu mógł w 1991 roku utworzyć Zakład Archeologii. Łącznie był promotorem około 60 prac magisterskich i 3 doktorskich. Godność profesora zwyczajnego uzyskał 1 grudnia 1996 roku.
Jerzy Szydłowski zmarł 29 lipca 1997 w Bytomiu.

## Dorobek naukowy

### Badania wykopaliskowe
1955:
- Brzozowice-Kamień – badania ratownicze na osadzie z okresu wpływów rzymskich.
- Bytom – liczne badania ratownicze i nadzory towarzyszące pracom ziemnym w centrum średniowiecznego miasta (lokacja w 1254 roku), kontynuowane w kolejnych latach.
- Chorula – wczesnośredniowieczna osada z VII–VIII w. n.e., na powierzchni której w 1942 roku odkryto brązową zawieszkę awarską. Badania kontynuowane w roku następnym.
- Żychcice – osada kultury przeworskiej

1956:
- Kalinów – cmentarzyska ciałopalne kultury łużyckiej i przeworskiej, zlokalizowane na „Ostrej Górce”
- Wilkowiczki – badania sondażowe, mające na celu zweryfikować wyniki badań przedwojennych dotyczących tutejszego cmentarzyska birytualnego (współwystępowanie grobów ciałopalnych i szkieletowych) z epoki brązu.
- Ziemięcice – osada i towarzyszące jej cmentarzysko ciałopalne kultury łużyckiej. Badania kontynuowane w 1957 roku oraz w ramach eksperymentalnej współpracy z harcerzami w 1958 roku.

1957:
- Bytom „Małgorzatka” – gród kasztelański z XI–XII w. n.e.
- Gwoździany-Wygoda – wczesnośredniowieczne cmentarzysko kurhanowe z VII–X w. n.e.
- Kamieniec – wczesnośredniowieczne grodzisko plemienne, funkcjonujące od schyłku VII do schyłku IX w. n.e., założone na miejscu osady kultury łużyckiej. Badania kontynuowano w latach: 1964–1965, 1972, 1986 i 1988.
- Woźniki – badania sondażowe na późnośredniowiecznym grodzisku z XIV–XV w.

1958:
- Olsztyn – cmentarzysko typu dobrodzieńskiego (spalone szczątki zmarłych i dary grobowe rozsypywane na powierzchni cmentarzyska i tworzące jednolitą warstwę) z V w. n.e. Badania kontynuowano w roku następnym.

1959:
- Skoczów-Międzyświeć – interwencja w związku z nielegalnymi wykopaliskami rozpoczętymi przez harcerzy na wczesnośredniowiecznym grodzisku plemiennym w „Piekiełku”, zniszczonym w 2 połowie IX w. Badania kontynuowane w latach: 1960–1961 i 1963.
- Stare Tarnowice – badania sondażowe na osadzie z epoki żelaza

1961:
- Chorzów Stary – wczesnośredniowieczne cmentarzysko szkieletowe z XII w. n.e.
- Przeczyce – cmentarzysko birytualne z epoki brązu, zagrożone hydroeksploatacje piasków w związku z budową tamy na Czarnej Przemszy. Badania kontynuowano w roku następnym. Odkryto łącznie 877 grobów, w tym pochówek „szamana” bogato wyposażony w multanki, amulety z kłów, ozdoby z brązu i naczynia oraz czaszkę ze śladami przebytego zabiegu trepanacji.
- Stare Bielsko – grodzisko średniowieczne z XII–XIV w.
- Zakrzów – cmentarzysko ciałopalne kultury przeworskiej z młodszego okresu wpływów rzymskich.

1963:
- Gierałtowice – badania sondażowe we wnętrzu drewnianego kościoła św. Katarzyny, wzniesionego w 1534 roku, przeniesionego w latach 1975–1976 do Rybnika-Wielopola

1964:

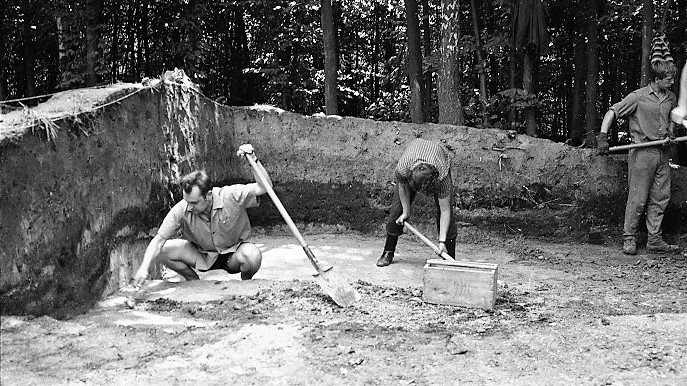
Jerzy Szydłowski (z lewej) podczas badań wykopaliskowych na grodzisku plemiennym w Lubomi. Ze zbiorów rodzinnych Elżbiety Szydłowskiej.

- Ogrodzieniec-Podzamcze – nadzór i badania wykopaliskowe towarzyszące odgruzowywaniu i zabezpieczaniu ruin zamku, kontynuowane w roku następnym

1965:
- Warłów – osada wczesnośredniowieczna z VII–VIII/IX w. n.e. Badania kontynuowano w 1967 roku.

1966:
- Lubomia – wczesnośredniowieczne grodzisko plemienne z VII–IX w. n.e. Badania kontynuowane w latach 1968–1970.

1969:
- Syrynia – osada wczesnośredniowieczna z VII–IX w. n.e. Badania kontynuowane w roku następnym.

Ponadto Jerzy Szydłowski wraz ze współpracownikami z Działu Archeologii Muzeum Górnośląskiego w Bytomiu prowadził prospekcję terenową i badania powierzchniowe m.in. w: Błotnicy Strzeleckiej, Dzierżnie, Gołkowicach, Grodzisku, Kościeliskach, Ligocie Dolnej, Lubomi-Kotówce, Łazach, Makowczycach, Miechowicach, Myśliborzycach, Ptakowicach, Poniszowicach, Rudzie Śląskiej-Kochłowicach, Rzędkowicach, Słupsku, Starych Siołkowicach, Sternalicach, Świętoszowicach, Tuliszkowie, Turzy, Wodzisławiu Śląskim, Zbrosławicach, Zielonej Wydrze i Złotym Potoku.

### Publikacje
Zbiór publikacji napisanych przez Jerzego Szydłowskiego obejmuje łącznie 9 prac monograficznych oraz ponad 150 artykułów naukowych, sprawozdań z badań wykopaliskowych, recenzji, polemik, artykułów popularno-naukowych i prasowych, publikowanych w kraju i za granicą. Do najważniejszych dzieł zaliczają się:
- Szydłowski J., Wczesnośredniowieczne grodzisko w Skoczowie-Międzyświeciu, pow. Bielsko, „Acta Archaeologica Carpathica”, Kraków 1963, t. 3, fasc. 1–2, s. 201–206.
- Szydłowski J., Cmentarzysko późnorzymskie w Izbicku, pow. Strzelce Opolskie, „Silesia Antiqua”, Wrocław-Warszawa-Kraków 1963, t. 5, s. 106–142.
- Szydłowski J., Ciałopalne cmentarzysko rzymskie w Zakrzowie, pow. Krapkowice, „Materiały Starożytne”, Warszawa 1964, t. 10, s. 187–222.

- Szydłowski J., Cmentarzysko z okresu wpływów rzymskich w Choruli, pow. Krapkowice, Wrocław-Warszawa-Kraków 1964, Biblioteka Archeologiczna 17.
- Szydłowski J., Obrządek pogrzebowy na Górnym Śląsku w okresie wpływów rzymskich, „Rocznik Muzeum Górnośląskiego w Bytomiu. Archeologia” Bytom 1964, z. 2.
- Szydłowski J., Wyniki badań ratowniczych na stanowisku nr 4 w Choruli, pow. Krapkowice, „Rocznik Muzeum Górnośląskiego w Bytomiu. Archeologia”, Bytom 1965,  z. 3, s. 97–127.

- Szydłowski J., Bytom – pradzieje i początki miasta, „Rocznik Muzeum Górnośląskiego w Bytomiu. Archeologia”, Bytom 1966, z. 4.
- Szydłowski J., Wczesnośredniowieczne grodzisko w Lubomi, pow. Wodzisław Śląski, po trzech sezonach wykopaliskowych (1966-1968), „Sprawozdania Archeologiczne”, Kraków 1970, t. 22, s. 173–191.
- Szydłowski J., Trzy cmentarzyska typu dobrodzieńskiego, „Rocznik Muzeum Górnośląskiego w Bytomiu. Archeologia”, Bytom 1974, z. 11.
- Szydłowski J., Grupa dobrodzieńska jako wyraz lokalnych przemian w schyłkowej fazie kultury przeworskiej, „Prace Naukowe Uniwersytetu Śląskiego w Katowicach”, Katowice 1977, nr 167.
- Szydłowski J., Naczynia drewniane w późnej starożytności na ziemiach polskich, „Prace Naukowe Uniwersytetu Śląskiego w Katowicach”, Katowice 1984, nr 645.
- Szydłowski J., Problematyka badań doby plemiennej wczesnego średniowiecza na Górnym Śląsku, “Ślaskie Prace Prahistoryczne”, Katowice 1991, t. 2, s. 9–21.
- Szydłowski J., Rzeki w polskich badaniach archeologicznych, “Rzeki. Kultura-cywilizacja-historia”, Katowice 1997, t. 6, s. 175–194.

Jerzy Szydłowski redagował również 11 pierwszych zeszytów archeologicznych Rocznika Muzeum Górnośląskiego w Bytomiu, zainicjował w 1989 roku serię Śląskie Prace Prahistoryczne, wydawane przez Muzeum Śląskie w Katowicach oraz był konsultantem zespołu redakcyjnego periodyku popularno-naukowego Z Otchłani Wieków.

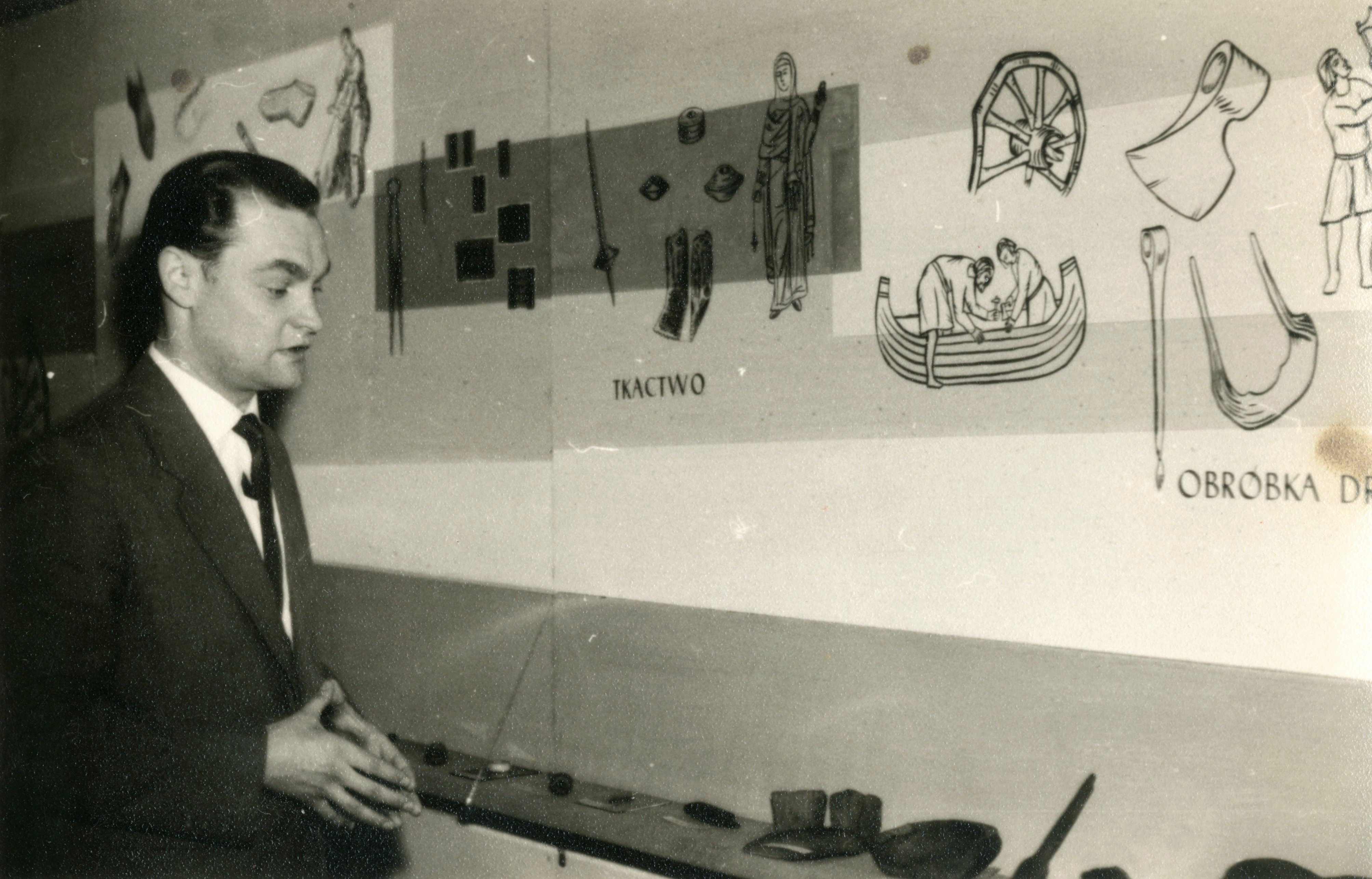
Jerzy Szydłowski na otwarciu wystawy milenijnej w Muzeum Górnośląskim w Bytomiu w 1960 roku. Ze zbiorów rodzinnych Elżbiety Szydłowskiej.

### Wystawy
Jerzy Szydłowski był autorem 15 scenariuszy i realizacji wystaw archeologicznych, prezentowanych w Muzeum Górnośląskim w Bytomiu i innych placówkach na Górnym Śląsku. Do najważniejszych zaliczają się wystawy: Średniowieczny Bytom w świetle wykopalisk (1956), Chrońmy zabytki archeologiczne (wystawa objazdowa, 1957), Wykopaliska olsztyńskie (1958), Górny Śląsk w pradziejach (wystawa stała Działu Archeologii Muzeum Górnośląskiego w Bytomiu opracowana wespół z Elżbietą Szydłowską, prezentowana w latach 1963–1968), Badania archeologiczne na Górnym Śląsku w XX-lecie PRL (1965), Ziemia wodzisławsko-rybnicka w pradziejach i średniowieczu (prezentowana w nowo utworzonym w 1971 roku Muzeum w Wodzisławiu).

### Członkostwo w organizacjach naukowych
Jerzy Szydłowski w latach 1958–1972 i 1984–1988 pełnił różne funkcje w zarządzie Komisji Archeologicznej Śląskiego Instytutu Naukowego w Katowicach. W okresie zawieszenia jej prac w latach 1973–1983 organizował posiedzenia tzw. Zespołu Archeologów Górnośląskich. Był także jednym z członków założycieli Stowarzyszenia Naukowego Archeologów Polskich i pierwszym prezesem Oddziału Katowickiego (obecnie Oddział Górnośląski).
Ponadto Jerzy Szydłowski był członkiem Polskiego Towarzystwa Archeologicznego i Numizmatycznego, Zespołu Doradczego ds. Muzealnictwa Archeologicznego przy Zarządzie Muzeów i Ochrony Zabytków w Warszawie, Rady Naukowej ds. Archeologicznych Ministerstwa Edukacji Narodowej, Komisji Archeologicznej PAN w Krakowie i we Wrocławiu, Komisji Historycznej PAN w Katowicach, Rady Naukowej Muzeum Górnośląskiego w Bytomiu, Rady Naukowej Muzeum Śląskiego w Katowicach, Towarzystwa Miłośników Ziemi Wodzisławskiej, Górnośląskiego Towarzystwa Przyjaciół Nauk, Rady Naukowej Centrum Badań Śląskoznawczych i Bohemistycznych przy Uniwersytecie Wrocławskim, Austriackiego Towarzystwa Archeologicznego, Current Anthropology i National Geographic Society.
Działalność naukowa przyniosła Jerzemu Szydłowskiemu dwukrotnie Nagrodę Indywidualną Ministerstwa Nauki, Szkolnictwa Wyższego i Techniki (II i III stopnia), a także Krzyż Kawalerski Orderu Odrodzenia Polski w 1979 roku oraz Krzyż Oficerski Orderu Odrodzenia Polski w 1989 roku.